# Lovinac
Lovinac es un municipio de Croacia en el condado de Lika-Senj.

## Geografía
Se encuentra a una altitud de 581 m s. n. m. a 236 km de la capital nacional, Zagreb.

## Demografía
En el censo 2011 el total de población del municipio fue de 1007 habitantes, distribuidos en las siguientes localidades:
- Gornja Ploča -  45
- Kik -  4
- Ličko Cerje -  88
- Lovinac - 257
- Raduč -  12
- Ričice -  76
- Smokrić - 23
- Sveti Rok - 279
- Štikada - 216
- Vranik - 7

| Gráfica de población de Lovinac 1857-2011                           |
|                                                                     |
| Según los censos de población de la oficina estadística de Croacia. |